# Marth (personagem)
Marth (マルス, Marusu) é um personagem da série de video game Fire Emblem. Ele é o protagonista principal do jogo original Fire Emblem: Ankoku Ryū to Hikari no Tsurugi, Fire Emblem: Monshō no Nazo, e os dois jogos remakes de Fire Emblem: Shadow Dragon e Fire Emblem: Shin Monshō no Nazo: Hikari to Kage no Eiyū.
Embora todos os títulos de Fire Emblem de Marth foram lançados apenas em Japão até o lançamento de Fire Emblem: Shadow Dragon, ele adquiriu mais ampla atenção internacional através de suas aparições recorrentes na série de jogos de luta Super Smash Bros. da Nintendo O aparecimento de Marth e Roy provocou um maior nível de interesse do Ocidente na série Fire Emblem, e foi em parte por isso que a Nintendo começou a lançar os jogos internacionalmente começando com o sétimo título da série.

## Aparência
Marth, príncipe do reino de Altea, é um jovem de estatura média que usa uma capa azul com roupas especiais e tem uma joia no meio do peito. Seu cabelo azul é adornado com uma tiara dourada. Ele normalmente se parece com seu criador, O Mestre, adotando um estilo de andar único. Ele é equipado com a espada Falchion, que lhe permitiu derrotar Medeus o Dragão Negro.

## Jogos
A primeira aparição de Marth foi em "Fire Emblem: Shadow Dragon and the Blade of Light", lançado em 1990 no Nintendo Entertainment System. Desde então, Marth fez inúmeras reaparições nos títulos da série Fire Emblem, bem como na série Super Smash Bros. Assim, ele está presente em uma dúzia de jogos.
- Fire Emblem: Shadow Dragon and the Blade of Light (Nintendo Entertainment System) - 1990
- Fire Emblem: Mystery of the Emblem (Super Nintendo) - 1994
- Super Smash Bros. Melee (Nintendo GameCube) - 2001
- Super Smash Bros. Brawl (Wii) - 2008
- Fire Emblem: Shadow Dragon (Nintendo DS) - 2008
- Fire Emblem: New Mystery of the Emblem (Nintendo DS) - 2010
- Fire Emblem: Awakening (Nintendo 3DS) - 2013
- Super Smash Bros. for Nintendo 3DS / Wii U (Nintendo 3DS, Wii U) - 2014
- Codename S.T.E.A.M. (Nintendo 3DS) - 2015
- Fire Emblem Fates (Nintendo 3DS) - 2016
- Fire Emblem Heroes (Android, iOS) - 2017
- Fire Emblem Echoes: Shadows of Valentia (Nintendo 3DS) - 2017
- Fire Emblem Warriors (New Nintendo 3DS, Nintendo Switch) - 2017
- Super Smash Bros. Ultimate (Nintendo Switch) - 2018